# Anderson Ballesteros
Anderson Ballesteros Zuluaga (Pereira, Risaralda, Colombia, 4 de octubre de 1982) es un actor colombiano reconocido por su participación en la película La Virgen de los sicarios y en la serie de televisión Escobar, el patrón del mal.

## Trayectoria
En su momento Anderson se dio a conocer con la película La Virgen de los sicarios donde obtuvo fama y reconocimiento con el público colombiano; luego en televisión en series como Los protegidos y en Pandillas, Guerra y Paz II en el papel del "Zarco" y Escobar, el patrón del mal donde dio vida sicario Pinina, bajo el nombre de El Chili, también trabajó en rosario tijeras haciendo el papel de “cero cero”. Participó en la serie web Blanca interpretando a Cochise producida por Borsanilo Produtions, se estrenó en Francia para la Plataforma Studio + y Canal + En 2021 se une al elenco de La reina del flow producida por Caracol Televisión.

## Filmografía

### Televisión
| Año       | Título                             | Personaje                       | Canal              |
| --------- | ---------------------------------- | ------------------------------- | ------------------ |
| 2022      | Primate                            | Arsenio el Patrón               | Prime Video        |
| 2022      | Arelys Henao: canto para no llorar | Óscar Vargas "Patoco"           | Caracol Televisión |
| 2021      | La reina del flow 2                | Alergía                         | Caracol Televisión |
| 2017      | Sobreviviendo a Escobar, alias JJ  | Fernando Buitrago Alias El loco | Caracol Televisión |
| 2016      | Blanca                             | Cochise                         | Studio+            |
| 2016      | La viuda negra 2                   |                                 | UniMas             |
| 2014      | En otra piel                       | El Chalado                      | Telemundo          |
| 2013-2014 | Mis amigos de siempre              | Montoya                         | Canal 13           |
| 2012      | Escobar, El patrón del mal         | John Mario Ortiz "El Chili"     | Caracol Televisión |
| 2010      | Rosario Tijeras                    | "Cero Cero"                     | Canal RCN          |
| 2009-2010 | Pandillas, Guerra y Paz II         | Byron Aristizabal "Zarco"       | Canal RCN          |
| 2008-2009 | Los protegidos                     | Ramiro                          | Canal RCN          |

### Cine
| Año  | Título                        | Personaje     | Notas        |
| ---- | ----------------------------- | ------------- | ------------ |
| 2024 | El Vendedor                   | Gustavo       |              |
| 2023 | Rapunzel, El Perro y El Brujo | El Perro      |              |
| 2020 | Lavaperros                    | Milton        |              |
| 2017 | Por la sombra                 | Pablo         |              |
| 2016 | El encuentro de Guayaquil     | Simón Bolívar |              |
| 2000 | La Virgen de los sicarios     | Alexis        | Protagonista |

## Premios y nominaciones

### Premios India Catalina
| Año  | Categoría                       | Telenovela o Serie         | Resultado |
| ---- | ------------------------------- | -------------------------- | --------- |
| 2013 | Mejor Actor de Reparto de Serie | Escobar, El patrón del mal | Nominado  |

### Premios Talento Caracol
| Año  | Categoría   | Telenovela o Serie         | Resultado |
| ---- | ----------- | -------------------------- | --------- |
| 2013 | Mejor Actor | Escobar, El patrón del mal | Ganador   |